# Abraham Clark

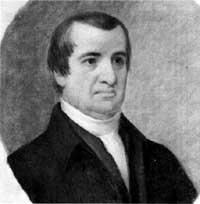
Abraham Clark

Abraham Clark (* 15. Februar 1725 in Elizabethtown, Province of New Jersey, Kolonie des Königreichs Großbritannien, heute Vereinigte Staaten; † 15. September 1794 in Rahway, New Jersey, USA) war ein US-amerikanischer Politiker und Gründervater der USA. Er nahm am Unabhängigkeitskrieg teil, saß als Delegierter für New Jersey im Kontinentalkongress, wo er die Unabhängigkeitserklärung unterzeichnete, und gehörte dem US-Repräsentantenhaus an.
Clark war Landvermesser, Rechtsanwalt und Angestellter des Provinzparlamentes. Später wurde er Hauptsheriff von Essex County (New Jersey) und 1775 in den Provinzialkongress gewählt. Er war Mitglied des Sicherheitskomitees.
Anfang 1776 war die Delegation aus New Jersey gegen die Unabhängigkeit von Großbritannien. Als der Kampf um die Unabhängigkeit zum wichtigsten Punkt überhaupt avancierte, ersetzte der Staatskongress alle seine Delegierten durch Männer, die für die Unabhängigkeit eintraten. Am 21. Juni wurde Clark zusammen mit John Hart, Francis Hopkinson, Richard Stockton und John Witherspoon zu neuen Delegierten ernannt. Sie trafen am 28. Juni in Philadelphia ein und unterschrieben dort Anfang Juli die Unabhängigkeitserklärung.
Clark blieb für das Jahr 1778 im Kontinentalkongress. New Jersey wählte ihn zweimal wieder, von 1780 bis 1783 und von 1786 bis 1788. Clark dankte vor der Verfassungsversammlung seines Staates 1794 ab.
Clark war seit 1748 mit Sarah Hatfield verheiratet und hatte mit ihr zehn Kinder.
Die Stadt Clark im Nordosten New Jerseys ist nach Abraham Clark benannt. Er wurde auf dem Friedhof von Rahway beigesetzt.